# Ebensee
Ebensee am Traunsee es un municipio de Austria en el Estado de Alta Austria, en la comarca del Traunviertel, distrito de Gmunden.
Está situado a 443 m de altitud, en la orilla sur del lago Traunsee.
En noviembre de 1943 se creó allí un campo de concentración nazi, el Kommando Ebensee, dependiente de Mauthausen.
Su población a 31 de diciembre de 2005 era de 8253 habitantes.

## Comunicaciones

### Carretera

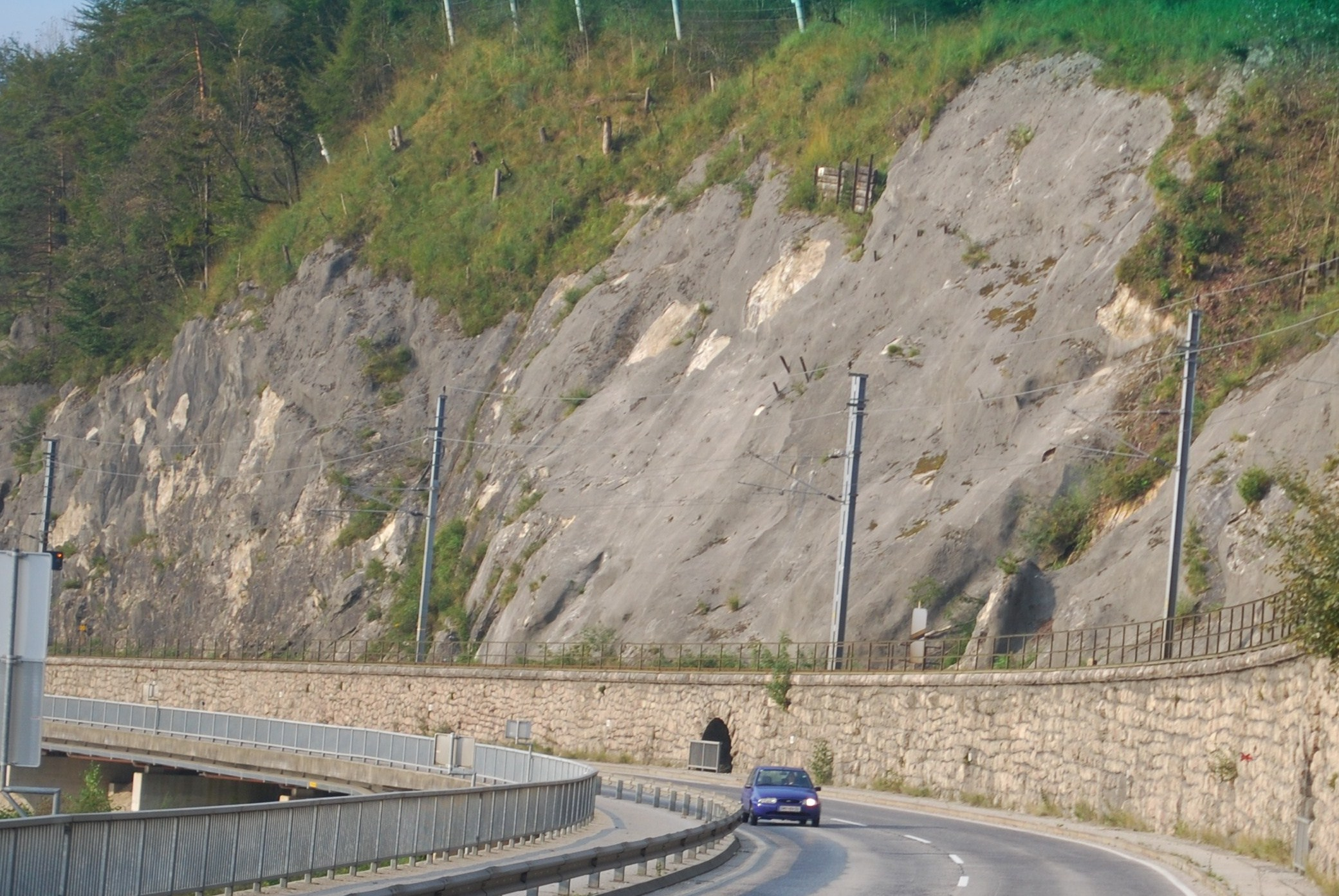
B145 y el ferrocarril del Salzkammergut en Ebensee

Ebensee se ubica junto a la B145, la Carretera Federal del Salzkammergut que comunica Ebensee con Vöcklabruck, Gmunden y Bad Ischl. 

### Tráfico fluvial
Desde Ebensee am Traunsee circulan barcos por el Traunsee hacia Gmunden, Altmünster y Traunkirchen.

### Funicular
Algo apartado del centro circula un Funicular hasta el Feuerkogel.

### Tren

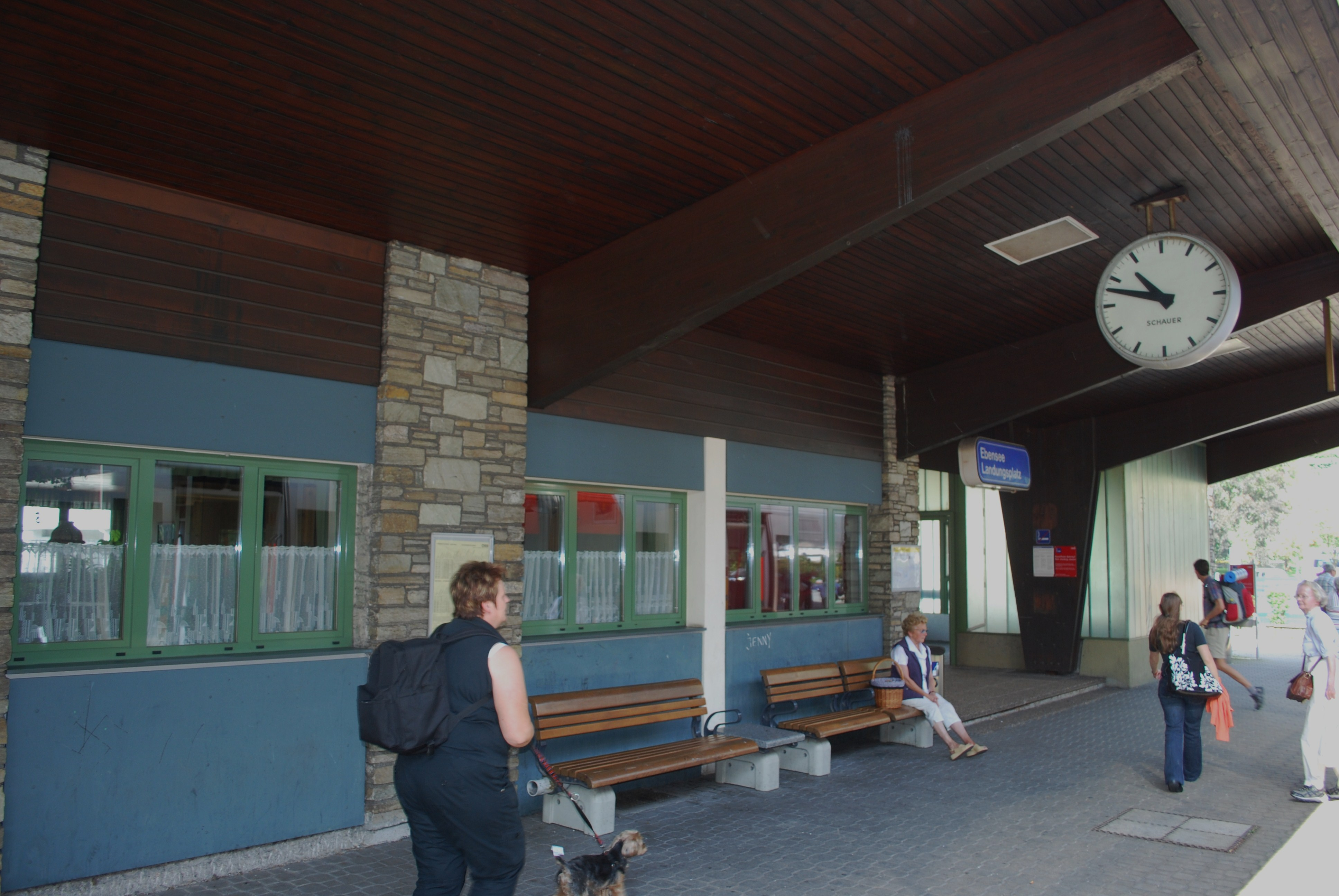
Ebensee Landungsplatz

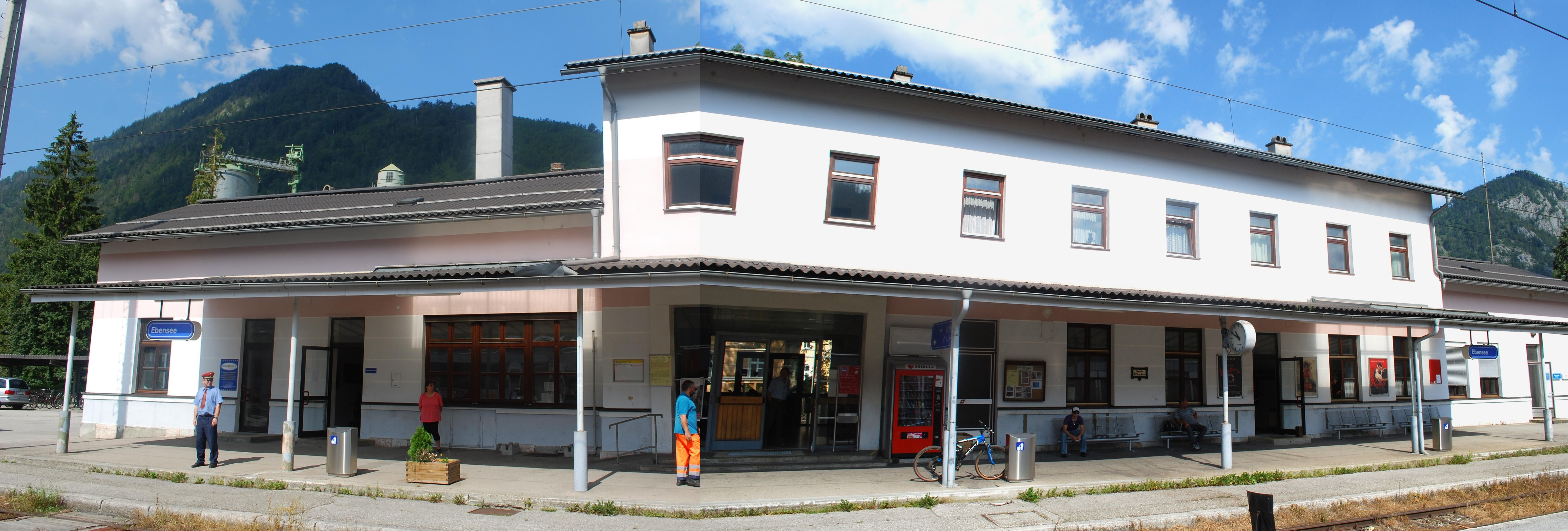
Panorama de la Estación de Ebensee

Ebensee se sitúa junto al Ferrocarril del Salzkammergut y cuenta con dos estaciones. Die La parada del tren de Ebensee Landungsplatz está más cerca del centro urbano y del lago. La estación de ferrocarril de Ebensee propiamente dicha se ubica algo apartada del centro hacia dirección sur.
Parada del tren en Ebensee Landungsplatz
La parada Ebensee Landungsplatz consta de un edificio de Estación con una sala de espera, unos servicios públicos, una máquina expendedora de billetes, una parada de autobús y un restaurante. 
Estación Ebensee am Traunsee
La estación de Ebensee consta del edificio de la Estación con sala de espera, servicios públicos y una taquilla. En total tiene tres andenes.
- Datos: Q699616
- Multimedia: Ebensee / Q699616

1. ↑  Worldpostalcodes.org, código postal n.º 4802.